# Vườn quốc gia Gambella
Vườn quốc gia Gambella còn được gọi là vườn quốc gia Gambela là một vườn quốc gia nằm ở vùng Gambela, phía tây Ethiopia. Được thành lập vào năm 1974, nó có diện tích lên tới 5.016 km2 (1.937 dặm vuông Anh) khiến nó trở thành vườn quốc gia lớn nhất ở Ethiopia. Tuy vậy, vườn quốc gia này không được quản lý một cách hiệu quả trong suốt lịch sử của nó.

## Lịch sử
Gambella được thành lập trong khoảng thời gian 1974–1975 để bảo vệ môi trường sống và hệ động vật hoang dã, đặc biệt là hai loài Linh dương đồng cỏ sông Nile và Linh dương Kob tai trắng được cho là có nguy cơ tuyệt chủng vào thời điểm đó.  Các quần thể động vật trong vườn quốc gia bị suy giảm nghiêm trọng do nông nghiệp, nạn săn bắt trộm và việc thành lập các trại tị nạn, đặc biẹt là sau Nạn đói 1983–1985 ở Ethiopia và tị nạn Sudan.

## Động thực vật
Vườn quốc gia Gambella có một trong những nơi có mật độ các loài động vật hoang dã cao nhất ở Ethiopia. Đây là nơi trú ẩn của 69 loài động vật có vú, đáng chú ý có voi châu Phi, trâu rừng châu Phi, lợn lông rậm, lợn bướu thông thường, hươu cao cổ, hà mã, linh dương đồng cỏ sông Nile, linh dương đen Đông Phi, linh dương Tiang, linh dương nước, báo săn, báo hoa mai, sư tử, khỉ colobus đen trắng phía đông, khỉ đầu chó olive, linh cẩu đốm.
Đây là nơi sinh sống của các đàn linh dương lau sậy Bohor, linh dương bụi rậm, linh dương Lelwel, linh dương Oribi, linh dương lang, linh dương Kob tai trắng. Cuộc di cư của loài linh dương Kob tai trắng là cuộc di tản của động vật có vú lớn thứ hai ở châu Phi. Năm 2015, Tổ chức Công viên Châu Phi và Cơ quan Bảo tồn Động vật Hoang dã Ethiopia lần đầu tiên đã khảo sát quần thể hươu cao cổ của vườn quốc gia và ước tính có từ 100 đến 120 cá thể hươu cao cổ. Hươu cao cổ tại Gambella được xếp vào phân loài Nubian. IUCN cũng đã xác định đây là một khu bảo tồn sư tử vào năm 2005.
Ngoài ra, vườn quốc gia này cũng là nơi trú ẩn của 327 loài chim, trong đó bao gồm cả các loài di cư bao gồm chim xúc cá châu Phi, sẻ lửa mặt đen, sếu vương miện xám, choi choi Ai Cập, bồ nông, chim ăn ong họng đỏ, kền kền, ưng cổ đỏ.
Thực vật chủ yếu là bèo tây, sậy núi cùng một số loài cây bụi khác.